# Človekove pravice na Kubi
Človekove pravice na Kubi so pod drobnogledom zahodnih organizacij za človekove pravice, ki kubansko vlado obtožujejo sistematičnega kršenja človekovih pravic kubanskega ljudstva, vključno s samovoljnim zapiranjem in nepoštenimi sojenji. Na Kubi je bil ustanovljen Mednarodni odbor za demokracijo na Kubi, ki ga vodijo nekdanji državniki Václav Havel iz Češke republike, José María Aznar iz Španije in Patricio Aylwin iz Čila, da bi podprli "državljansko gibanje".
Izraženi so bili pomisleki glede delovanja ustreznega postopka. Po poročanju Human Rights Watch, čeprav Kuba, ki je bila do leta 1992 uradno ateistična, zdaj dopušča večje možnosti za versko izražanje kot v preteklih letih in je dovolila delovanje več verskih skupinam, vlada še vedno izvaja strog nadzor nad verskimi institucijami, pridruženimi skupinami in posamezni verniki«. V središču pritožb je bila tudi cenzura na Kubi. Glede na poročilo Human Rights Watch iz leta 2017 se vlada še naprej zanaša na samovoljno pridržanje za nadlegovanje in ustrahovanje kritikov, neodvisnih aktivistov, političnih nasprotnikov in drugih. V tem poročilu je dodano, da je kubanska komisija za človekove pravice in narodno spravo, neodvisna skupina za človekove pravice, ki nima uradnega dovoljenja in jo zato vlada šteje za nezakonito, od januarja do avgusta 2016 prejela več kot 7.900 samovoljnih pridržanj. To predstavlja najvišjo mesečno povprečje priporov v zadnjih šestih letih.
Letno poročilo Amnesty International za obdobje 2017–2018 ugotavlja tudi več samovoljnih pridržanj, diskriminatorna odpuščanja s strani državnih organov in nadlegovanje pri samozaposlitvah, da bi jih kritizirali. Kar zadeva kakršen koli napredek v izobraževanju, je Amnesty International poročala, da je napredek v izobraževanju spodkopala nenehna spletna in nespletna cenzura. Kuba je ostala večinoma zaprta za neodvisne opazovalce človekovih pravic.
Glede samovoljnih aretacij in pridržanj je v poročilu dodano, da so aktivisti za človekove pravice in politični aktivisti še naprej v veliki meri nadlegovani, ustrahovani in samovoljno pridržani. Kubanska komisija za človekove pravice in narodno spravo, kubanska nevladna organizacija, ki je država uradno ne priznava, je v letu 2017 zabeležila 5.155 samovoljnih pridržanj, v primerjavi z 9.940 v letu 2016.

## Kršitve človekovih pravic

### Množične usmrtitve
Izvedene so bile različne ocene, da bi ugotovili število političnih usmrtitev, ki so bile izvedene z strani kubanske vlade od revolucije leta 1959. V prvih dveh mesecih leta 1959 je kubanska komunistična vlada pod vodstvom Fidela Castra usmrtila več kot 300 Batistinih uradnikov, pri čemer latinskoameriški zgodovinar Thomas E. Skidmore pravi, da je bilo v prvih šestih mesecih leta 1959 izvedenih 550 usmrtitev. V zgodbi UPI iz aprila 1961 je agencija navedla, da je med letoma 1959 in 1961 več kot 700 umrlo pred Castrovimi strelskim vodom. Svetovni priročnik političnih in družbenih kazalnikov je ugotovil, da je bilo med leti 1958–67 na Castrov ukaz izvedenih 2113 usmrtitev, medtem ko je britanski zgodovinar Hugh Thomas v svoji študiji Kuba ali prizadevanje za svobodo navedel, da je bilo 5000 usmrtitev izvedenih v letu 1970. Po podatkih Amnesty International je bilo skupno število smrtnih obsodb, izdanih v obdobju 1959–87, 237, od katerih so bile vse razen 21 dejansko izvršene. Črna knjiga komunizma je ocenila, da je Castrova vlada usmrtila med 15.000 in 17.000 ljudi. Anti-Castro Archivo Cuba ocenjuje, da je bilo med letoma 1959 in 2016 na Kubi usmrčenih 4000 ljudi. Trdi, da jih je bilo 4,309.  potrjene usmrtitve ali izvensodne poboje od leta 1952; dejansko število žrtev kubanske revolucije je ocenjeno na višje, vendar natančno število žrtev ni na voljo zaradi pomanjkanja razpoložljivih evidenc in politične preglednosti na Kubi.
Množične poboje in javne usmrtitve so na Kubi izvajali po doktorini Che Guevare, Castrovega tesnega prijatelja. Che Guevara je lastnoročno ubil na desetine ljudi na Kubi, brez sojenja. Maria Werlau, avtorica knjige Che Guevarine pozabljene žrtve, je ocenila, da je Che Guevara lastnoročno ubil 125 ljudi. Raziskovalci so raziskali, da je Che Guevara med letoma 1957 in 1959 na Kubi lastnoročno usmrtil 216 ljudi.

### Mučenje
Leta 2005 je skupina kulturnih osebnosti, vključno z več Nobelovimi nagrajenci, podpisala pritožbo na The Guardian v obrambo Kube, v kateri je trdila, da ameriška vlada nima moralne avtoritete, da bi se izvolila za sodnika za človekove pravice na Kubi, kjer od leta 1959 naj ne bi bilo zabeleženega niti enega primera izginotja, mučenja ali izvensodne usmrtitve in kjer kljub uničenemu gospodarstvu obstajajo mednarodno priznane ravni zdravstva, izobraževanja in kulture."  Pritožbo so na primer podpisali Rigoberta Menchú Tum, Adolfo Pérez Esquivel, José Saramago, Claudio Abbado, Manu Chao, Walter Salles, Nadine Gordimer, Harold Pinter, Tariq Ali, Harry Belafonte, Danny Glover, Ernesto Cardenal, Alice Walker, Ramsey Clark in Danielle Mitterrand. Ameriški center za svobodno Kubo pa je trdil nasprotno.

### Taborišča za prisilno delo in zloraba zapornikov
Leta 1987 je v Parizu potekalo "Sodišče za Kubo", da bi mednarodnim medijem predstavili pričevanja nekdanjih zapornikov kubanskega kazenskega sistema. Srečanje je sponzorirala protikomunistična skupina, ki jo financirajo ZDA, imenovana Resistance International in "Koalicija odborov za pravice človeka na Kubi". Pričevanja, ki so bila predstavljena na sodišču pred mednarodnim senatom, so dokazovala, da so bili zaporniki v kubanskih koncentracijskih taboriščih deležni sistematičnega mučenja. Mučenje je vključevalo pretepanje, biološke poskuse, ki so vključevali prehranske omejitve, zastrupljanje, nasilna zasliševanja in izjemno nehigienske življenjske razmere. Pogoste so se pojavljale tudi aretacije otrok, nekateri od teh so bili stari komaj devet let.